# Ганс Адам
Ганс Адам (нім. Hans Adam; 5 березня 1883, Везель — 23 червня 1948, Дюссельдорф) — німецький офіцер-підводник, герой Першої світової війни, капітан-цур-зее крігсмаріне. Кавалер ордена Pour le Mérite.

## Біографія
У 1901 році записався добровольцем в кайзерліхмаріне. Пройшов навчання на навчальному кораблі «Штайн», потім навчався в морській школі. 22 квітня 1902 року призначений на ескадрений броненосець «Веттін». З 1 жовтня 1905 року по 31 березня 1906 року — ротний офіцер у 2-ї морської дивізії. Потім його переводять на малий крейсер «Аріадна». З вересня 1906 року служив на броненосному крейсері «Фрідріх Карл». Пізніше, послуживши на легкому крейсері «Любек» і старому крейсері «Кеніг Вільгельм», в жовтні 1910 року переданий в розпорядження Військово-морської інспекції торпедного озброєння. Тут він пройшов навчання на офіцера-підводника. 22 березня 1913 року призначений командиром 5-ї півфлотилії підводних човнів і одночасно командував міноносцем SMS D 10.
26 листопада 1914 року призначений командиром підводного човна SM U-23. Цим човном він командував недовго і успіхів на ньому не домігся. У березні 1915 року був начальником морського спецназу на австрійській військово-морській базі Пола. Повернувшись до Німеччини, прийняв під своє командування новий підводний човен SM U-82, який входив у 4-ту флотилію підводних човнів. Учасник необмеженої підводної війни. Під його командуванням з 16 вересня 1916 року по 29 квітня 1918 року підводний човен SM U-82 топить 30 кораблів, тоннаж яких в цілому оцінюється в 84 180 тонн, ще 2 корабля (загальним тоннажем 14 542 тонн) пошкоджені. З квітня по листопад 1918 року — командир флотилії підводних човнів в Константинополі.
Після закінчення Першої світової війни залишився в на службі недовго: 18 листопада 1919 року звільнений в запас.
Після початку Другої світової війни 1 червня 1940 року знову прийнятий на службу в крігсмаріне і тимчасово призначений в розпорядження командування 1-ї навчальної дивізії підводних човнів в Кілі. Через місяць призначений командиром 25-ї флотилії підводних човнів, яка дислокувалася в Мемелі і займалася підготовкою екіпажів підводних човнів. 19 серпня флотилія передислокувалася на нову базу в Штеттіні. З 14 листопада 1940 по 3 лютого 1941 року перебував в розпорядження головнокомандувача підводних човнів, а також командувача-адмірала станції Північного моря. 1 квітня 1942 року призначений начальником Гуо Роттердам оборонної інспекції в Нідерландах. 15 листопада 1944 року знятий з посади, а 28 лютого 1945 відправлений у відставку в зв'язку з похилим віком.

## Звання
- Кадет (10 квітня 1901)
- Фенріх-цур-зее (22 квітня 1902)
- Лейтенант-цур-зее (29 вересня 1904)
- Оберлейтенант-цур-зее (27 квітня 1907)
- Капітан-лейтенант (22 березня 1913)
- Корветтен-капітан запасу (18 листопада 1919)
- Корветтен-капітан (1 червня 1940)
- Фрегаттен-капітан (1 квітня 1942)
- Капітан-цур-зее (28 лютого 1945)

## Нагороди
- Орден Корони (Пруссія) 4-го класу
- Залізний хрест 2-го і 1-го класу
- Орден Залізної Корони 3-го класу з військовою відзнакою (1915)
- Хрест «За військові заслуги» (Австро-Угорщина) 3-го класу з військовою відзнакою (1915)
- Королівський орден дому Гогенцоллернів, лицарський хрест з мечами
- Pour le Mérite (6 листопада 1917)
- Військова медаль (Османська імперія) (1918)
- Нагрудний знак підводника (1918)
- Почесний хрест ветерана війни з мечами